# Сакартвелос моамбе
Сакартвелос моамбе (груз. საქართველოს მოამბე «Грузинский вестник») — литературный журнал на грузинском языке, служивший трибуной грузинским шестидесятникам-«тергдалеулеби».
Журнал сыграл важную роль в реформировании грузинского литературного языка и публицистики.

## История
Был учреждён Ильёй Чавчавадзе в ответ на решение редакции «Цискари» больше не публиковать его произведения. Выходил в Тифлисе 1863 году, всего вышло 12 номеров.